# Уилсон, Стюарт
В Википедии есть статьи о других людях с таким именем и фамилией — см. Уилсон, Стюарт (значения).
Стю́арт Ко́нан Уи́лсон (англ. Stuart Conan Wilson; род. 25 декабря 1946, Гилфорд) — британский актёр театра, кино и телевидения.

## Биография
Стюарт Уилсон родился 25 декабря 1946 года в Гилфорде. Его отец служил в ВВС, поэтому Стюарт часто переезжал с семьёй из города в город, долго жил в Родезии, когда его отец стал инженером и работал в медных шахтах, и в общей сложности обучался в тринадцати разных школах. Окончил Королевскую академию драматического искусства в 1969 году, стал членом театральной компании Royal Shakespeare Company, в 1960-х и 1970-х годах играл в театрах, в том числе в таких крупных как Ройал-Корт, Буш, театрах Вест-Энда. Впервые появился на британском телевидении в 1969 году в эпизодической роли сериала «Первая леди», в 1971 году дебютировал на большом экране в фильме «Дульчима». С конца 1980-х снимался в голливудских фильмах, поэтому 1990-е годы провёл в США, в 2000 году вернулся на родину, где продолжил сниматься в британских фильмах и сериалах до 2008 года.
Женат на Кортни Пледжер, трое детей: дочь Миранда Кортни Уилсон (род. 1990) и близнецы (сын и дочь) Лайам Рис Уилсон и Индиа Клэр Уилсон (род. 1995).

## Фильмография
- 1971 — НЛО / [UFO — участник вечеринки (в одном эпизоде, в титрах не указан)
- 1972 — Джейсон Кинг / Jason King — Марке (в одном эпизоде)
- 1972 — Семья Штрауса / англ. The Strauss Family — Иоганн Штраус-младший (в семи эпизодах)
- 1974 — Защитники / англ. The Protectors — Смит (в одном эпизоде)
- 1975 — Триллер / Thriller — Макс Бёрнс (в одном эпизоде)
- 1975, 1978 — Летучий отряд Скотланд-Ярда / The Sweeney — разные роли (в двух эпизодах)
- 1976 — Я, Клавдий / I, Claudius — Гай Силий (в одном эпизоде)
- 1976 — Космос: 1999 / англ. Space: 1999 — Виндрус (в одном эпизоде)
- 1977 — Анна Каренина / Anna Karenina — граф Алексей Кириллович Вронский (в десяти эпизодах)
- 1979 — Возвращение Святого / англ. Return of the Saint — Манфред (в одном эпизоде)
- 1979 — Пленник Зенды / The Prisoner of Zenda — Руперт
- 1980 — Профессионалы / The Professionals — Ван Нейкерк (в одном эпизоде)
- 1982 — Айвенго / Ivanhoe — Де Брейси
- 1983 — Непридуманные истории / Tales of the Unexpected — Дейв Брайем (в одном эпизоде)
- 1984 — Драгоценность в короне / The Jewel in the Crown — Джимми Кларк (в двух эпизодах)
- 1984 — Пугало и миссис Кинг / англ. Scarecrow and Mrs. King — лейтенант Волкено
- 1985 —  Уэзерби / Wetherby — Майк Лэнгдон
- 1985 — Любовь в восточном экспрессе / Romance on the Orient Express — Алекс Вудворд
- 1986 — Возвращение Шерлока Холмса / The Return of Sherlock Holmes — Трелони Хоуп
- 1988—1989 — Нонни и Манни / англ. Nonni and Manni — Магнус (в шести эпизодах)
- 1992 — Смертельное оружие 3 / Lethal Weapon 3 — Джек Тревис, полицейский-коррупционер
- 1993 — Черепашки-ниндзя III / Teenage Mutant Ninja Turtles III — Уокер
- 1993 — Эпоха невинности / The Age of Innocence — Джулиус Бофорт
- 1994 — Побег невозможен / No Escape — Уолтер Марек
- 1994 — Райское наслаждение / Exit to Eden — Омар Тиллингтон
- 1994 — Смерть и девушка / Death and the Maiden — Жерардо Эскабар
- 1996 — Скала / The Rock — генерал Аль Крамер (в титрах не указан)
- 1996 — Перекрёсток миров[англ.] / Crossworlds — Феррис
- 1997 — Роуз-Хилл / Rose Hill — Ричард Эллиот
- 1998 — Маска Зорро / The Mask of Zorro — Дон Рафаэль Монтеро
- 1998 — Враг государства / Enemy of the State — Сэм Альберт, конгрессмен
- 2000 — Здесь на Земле / Here on Earth — Джон Морс
- 2000 — Защита Лужина / The Luzhin Defence — Леонид Валентинов
- 2000 — Вертикальный предел / Vertical Limit — Ройс Гарретт
- 2001 — Дочь Робин Гуда: Принцесса воров / Princess of Thieves — Робин Гуд
- 2002 — Динотопия / Dinotopia — Фрэнк Скотт (в двух эпизодах)
- 2004 — Девять жизней / Unstoppable — Салливан
- 2006 — Идеальное создание / Perfect Creature — брат Август
- 2007 — Типа крутые легавые / Hot Fuzz — доктор Робин Хэтчер
- 2007 — Грайндхаус / Grindhouse — старик
- 2008 — Герои и злодеи / Heroes and Villains — герцог Бургундский (в одном эпизоде)
- 2008 — Убийства в Мидсомере / Midsomer Murders — Алоизий Уилмингтон (в одном эпизоде)
- 2008 — Шпионы / англ. Spooks — Аркадий Качимов (в двух эпизодах)